# Ophichthus limkouensis
Ophichthus limkouensis är en fiskart som beskrevs av Chen 1929. Ophichthus limkouensis ingår i släktet Ophichthus och familjen Ophichthidae. Inga underarter finns listade i Catalogue of Life.